# Тібор Толлаш
Тібор Толлаш (або Тібор Кечкеші Толлаш, угор. Kecskési Tollas Tibor; нар. 21 грудня 1920, Нагібарка, Угорщина — пом. 19 липня 1997, Мюнхен, Німеччина) — угорський поет, головний редактор газети Nemzetőr.

## Життєпис
Тібор Толлаш народився 1920 року в містечку Нагібарка на півночі Угорщини. У його родині всі чоловіки були військовими. Зокрема, служили у Лайоша Кошута. Він за сімейною традицією навчався у Військовій школі в Шопроні, а потім закінчив Людовіцьку Військову академію в Будапешті. До 1941 року служив лейтенантли в угорській армії.
Під час Другої світової війни та пізніше обіймав посаду командира гетто в Берегшасі. У 1945 році був поранений в обидві руки.
У 1947 році Тібора Толлаша заарештували після наклепницьких звинувачень. Він був засуджений народним судом і відбував термін (9 років) ув'язнення в Будапешті, Ваці та Татабанії. Звільнили лише в 1956 році під час революції 1956 року та повернувся до служби офіцером зв'язку.
Після придушення революції 1956 року залишив Угорщину. 1 грудня 1956 року разом із своїми колишніми товаришами по в'язниці, він заснував емігрантську газету «Nemzetőr» («Гвардія нації»), яка видавалась в Мюнхені. Тібор Толлаш був головним редактором цієї газети протягом 40 років. Він заперечував причетність до військових злочинів, але дотримувався крайніх правих поглядів до кінця свого життя. У 1975 році запланована лекція в Австрії була зірвана через протест Симона Візенталя.
Толлаш був одним з небагатьох уцілілих емігрантів 1956 року, коли радянські війська покинули Угорщину в 1990—1991 роках, та зміг повернутися додому назавжди.
Помер 19 липня 1997 року в Мюнхені (Німеччина).

## Твори
- Füveskert (Антологія), Відень, 1957 р., потім Будапешт, 1995 р. (німецькою мовою: Мюнхен, 1957 р., італійською мовою: Флоренція, 1958, російською мовою: Буенос-Айрес, 1958, іспанською мовою: Буенос-Айрес, 1959, норвезькою та данською мовою: Осло, 1959, англійською мовою: Нью-Йорк, 1966 р.)
- …Csák ennyi FENY maradt. (Вірші, 1945—1960), Брюссель, 1960.
- Африканська місія, Мюнхен, 1963.
- Глорія Victis. Az 1956 Os Magyar szabadságharc költői visszhangja nagyvilágban. (Вірші, зібрані Тіборою Толлаш), Мюнхен, 1966.
- Járdaszigeten (Поема), Мюнхен, 1967.
- Eszterlánc (Поема), Мюнхен, 1969.
- Глорія Victis. Az 1956 Os Magyar szabadságharc költői visszhangja nagyvilágban. (Вірші, зібрані Тіборою Толлаш), Мюнхен, 1973.
- Irgalmas Фак. (Поема), Мюнхен, 1975.
- Bányászok, (Поема), Мюнхен — Сан-Паулу, 1976.
- Évgyűrűk, (вірші, переклади), Мюнхен, 1979.
- Forgószélben . (Вибрані вірші), Мюнхен, 1983, англійською мовою: Чикаго, 1990.
- Varázskör (Поема), Мюнхен, 1988.
- Varázskör — Forgószélben, (Вибрані вірші), 1989.
- Forgószélben — У Вихор, (Вибрані вірші англійською та угорською мовами), Чикаго, 1990.
- Hazafelé. Negyven év válogatott versei (Під ред. Шандор Agócs), Lakitelek, 1991.
- Füveskert 1954—1995, (під редакцією Рудольфа Pfitzner, Каміла Карпати і Bálint Тота), 1995.
- Bebádogoztak Minden ablakot. (Багатомовна MiniBook), Lakitelek, 1995.